# ТЕС Сасол 1
ТЕС Сасол 1 – теплова електростанція на північному сході Південно-Африканської Республіки в провінції Мпумаланга.
В 1950-х роках компанія Sasol спорудила свій перший вуглехімічний комплекс у Сасолбурзі. Необхідну для його роботи електроенергію та пару постачала власна теплова електростанція, введена в експлуатацію у червні 1954-го (можливо відзначити, що вона стала першим об’єктом, запущеним в дію на виробничій площадці комплексу).
Протягом наступних десятиліть вона кілька разів підсилювалась до досягнення загальної потужності у 140 МВт: блоки №1 та 3 по 13,5 МВт (1954), блоки №4, №5 по 25 МВт та №6 з показником 12,5 МВт (1964-1969), блоки №7 та №8 по 12,5 МВт (1982) і блок №2 з показником 25 МВт (1997).
На початку 2000-х родовище вугілля, що живило комплекс, підійшло до вичерпання. Це змусило в 2004 році перевести основне виробництво на використання природного газу, а в 2013-му на площадці ТЕС для заміни існуючих парових блоків встановили 18 дизель-генераторів фінської компанії  Wärtsilä типу 20V34SG загальною потужністю 140 МВт. Їх живлення забезпечувалось мозамбіцьким блакитним паливом через запущений тоді ж новий газопровід Секунда – Сасолбург. Загальна вартість проекту, який включав розраховану на напругу 88 кВ підстанцію, склала 181 млн доларів США.